# CSX8888次鐵路事故
CSX8888次鐵路事故（CSX 8888 incident, also known as the Crazy Eights incident），是指於美國東部時間2001年5月15日在俄亥俄州沃爾布里奇到肯頓區間的一起意外事故，一台由EMD SD40-2型車頭連接47個車廂的CSX運輸8888號列車因駕駛疏忽，無人駕駛且以每小時51英里（82公里）的速度失控。
這起意外也被改編成2010年電影（Unstoppable）。